# Uncle Sam

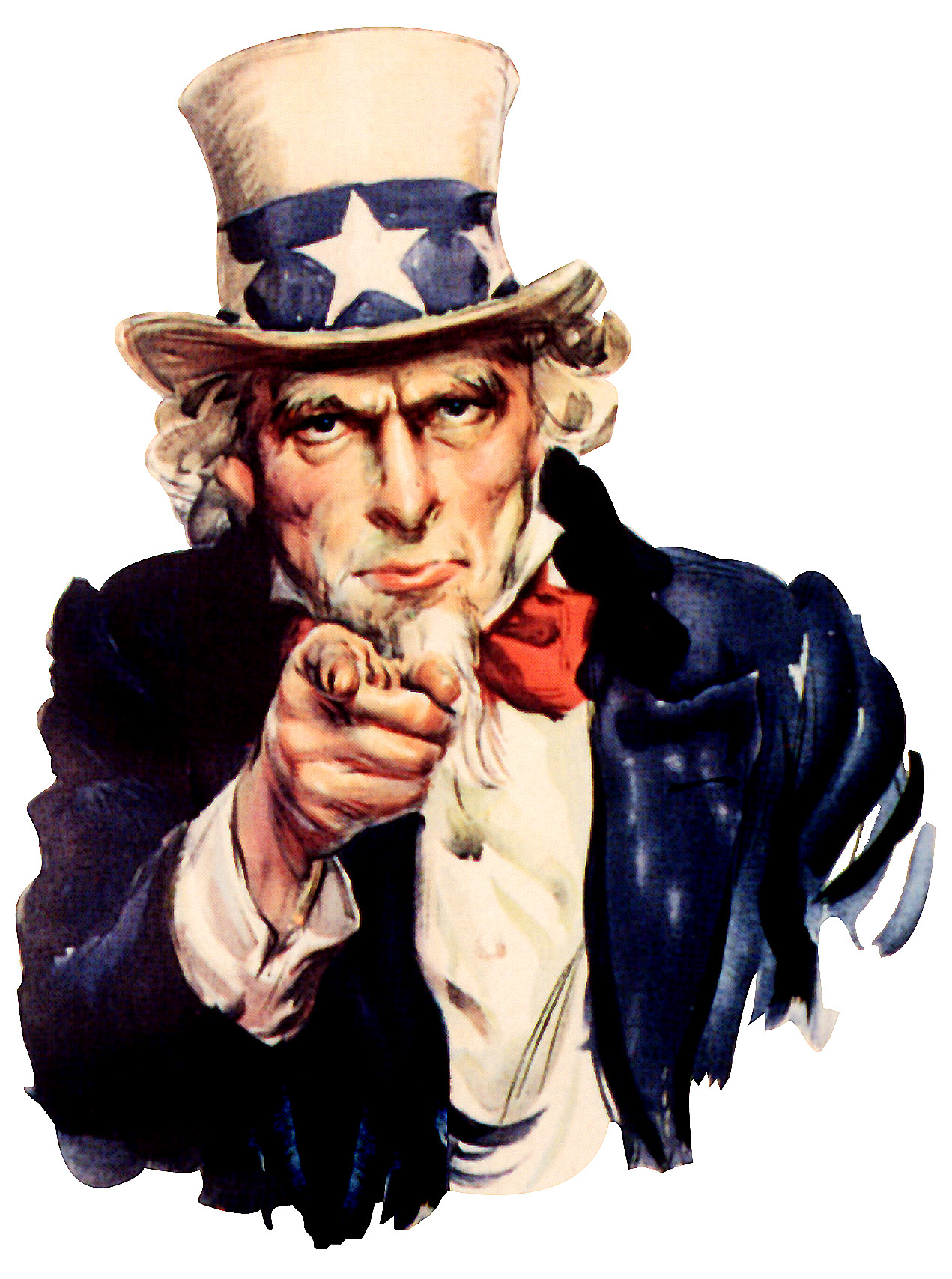
J. M. Flagg Uncle Sam sorozóplakátja az I. világháború idejéből.

Uncle Sam az 1812-es háború óta a köztudatban élő, az Amerikai Egyesült Államokat megtestesítő képzelt személy. Eredete egyes vélemények szerint visszavezethető az amerikai hadsereg troyi bázisán szolgáló katonákig, akik abban az időben az ellátmány részeként az Egyesült Államok (U.S.) pecsétjével ellátott konzerveket kaptak. A katonák viccből azonosítani kezdték az U.S. pecséteket az Uncle Samuel Wilsonnal, azaz Samuel Wilson nagybácsival.
Az Egyesült Államok 87. kongresszusán, 1961. szeptember 15-én a következő határozatot fogadták el: „Resolved by the Senate and the House of Representatives that the Congress salutes Uncle Sam Wilson of Troy, New York, as the progenitor of America's National symbol of Uncle Sam.” (A Szenátus és a Képviselőház határozata alapján, a Kongresszus tiszteletét fejezi ki a New York állambeli, troyi Sam Wilson Nagybácsinak, mint az amerikai Nemzeti szimbólum elődjének.) Bár a számos, a jelkép eredetét magyarázó, boncolgató mű született (például Cecil Adams The Straight Dope című műve), a kifejezés pontos története még ma sem állapítható meg egyértelműen.
A legelső USA-t megtestesítő figurát, a Brother Jonathan-t (Jonathan bátyó) a polgárháború folyamán mindenhol leváltotta Uncle Sam. Az 1920-as évektől néhány esetben feltűnt a női változata is. Uncle Sam-et először Thomas Nast, egy népszerű rajzoló használta egy politikai képregényben. Napjainkban, kivéve a Szabadságszobrot, Uncle Sam karaktere valószínűleg a leginkább ismert jelképe az Egyesült Államoknak.

## Szimbolizmus

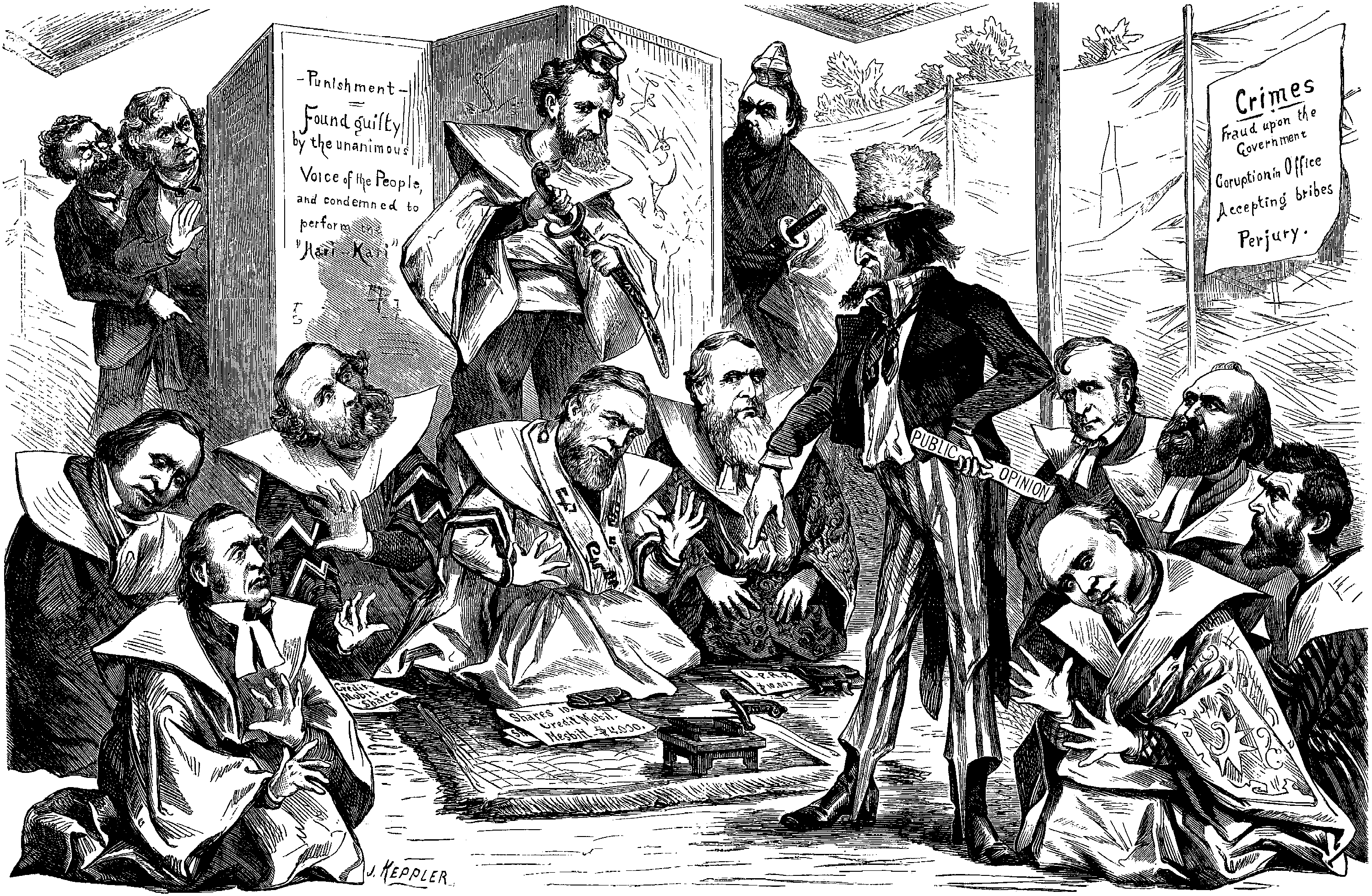
Egy politikai karikatúra Uncle Samet ábrázolja, amint a Crédit Mobilier-botrányba keveredett kongresszusi képviselőket "Hari-Kari" [sic] (rituális öngyilkosság) elkövetésére utasítja.

Az Uncle Sam kifejezést használják még az USA szinonimájaként, főleg a kormányt jelölik vele. Az „Uncle Sam needs…” (Sam nagybácsinak szüksége van …) kifejezés folyamatosan felbukkan a kritikákban és szatírákban, megrajzolva ezzel egy olyan emberi képet az Egyesült Államokról, mintha egy élő, szükségletekkel és vágyakkal bíró, emberi lény lenne.
Uncle Sam mindig magas, öregedő úrként jelenik meg, öltözékéhez tartozik az elmaradhatatlan amerikai nemzeti színekben pompázó kalap, a piros, fehér és kék kabát, és a csíkos nadrág. Ezt a megjelenést Thomas Nast ültette el a köztudatban, és ez az egységes megjelenítés napjainkig jellemző a karakterre. Az évek során több képregényrajzoló is modernizálta és megfiatalította Sam bácsit, de a kalap mindig megmaradt.
Uncle Sam karaktere gyakran felbukkan képregényekben Amerika megtestesítőjeként. Az amerikai képregénykészítőknek Ő egy meggondolt és tisztességteljes ember, a szerepe szerint az USA lelkiismeretességét jeleníti meg.
Számos más országban, főleg az Amerika-ellenes helyeken, Uncle Sam már kevésbé tisztelt egyén, számukra ez a karakter az amerikai arroganciát és imperializmust jelenti.
Az első világháborúban nagyon népszerűek voltak azok a poszterek, amelyben Uncle Sam hívta harcra az embereket az "I WANT YOU" (Szükségem van rád) felirattal. A szerző, James Montgomery Flagg 1917-ben alkotta meg ezt a felhívást, módosítva Uncle Sam figuráját a háború érdekében. Alapötletét az Egyesült Királyságban 1917-ben kiadott egyszerű I. világháborús poszter adta, amelyet Lord Kitchener alkotott meg. Flagg poszterét felújították, és újra felhasználták a második világháború alatti toborzásnál is. Ezeknek a háborús felhívásoknak később több parodizált változatát is elkészítették, a legkülönbözőbb jelmondatokkal kiegészítve.

### Képregénybeli megjelenítések
Az 1940-es években a Quality Comics számára, a Golden age of Comik Booksban Will Eisner megalkotta Uncle Sam szuperhős változatát. Ebben a változatban, Sam egy titokzatos lény volt, akinek eredeti gazdája elpusztult az amerikai függetlenségi háborúban, és mivel országának szüksége van a segítségre, ezért visszatért. Ez a változat 1940-től 1943-ig futott, ezután a sorozat megszakadt. A DC Comics megszerezte a karaktert a Quality characters megvásárlásával, és időközönként megjeleníti, mint a Freedom fighters (képregénysorozat; magyarul szabadságharcosok) vezetőjét.
Az eredetije némileg átírva megjelent a The Spectre című magazinban, ahol ő volt a harmadik Uncle Sam. Az elsőt 1870-ben alkották meg a Spirit of America magazinban, a második változatot pedig az I. világháború folyamán. Az új változat előtt számos emberi alakja volt az USA-nak, mint Minuteman, Brother Jonathan, és az amerikai polgárháború idején Johnny Rebb, illetve Billy Yank. A II. világháborúra azonban ezek a figurák eltűntek.
A The Spectre magazinban Patriot néven is megjelent az USA, de azóta ott is visszatértek Uncle Sam alakjához.
A DC universe magazinban Uncle Sam felveszi Green Lantern szerepét, és megkapja a Wonder Womantől (Csodahölgy) Abin Sur gyűrűjét, mivel Hal Jordan meghalt, és már nem lesz szüksége a gyűrűkre.
A DC Comics bemutatta az Uncle Sam című rajzos novelláját, bár ez a változat nem a DC Universe-n alapult, és a jellemvonások is teljesen különböztek a másik magazinban fellelhetőktől. Ez az Uncle Sam egy szegény öregember volt, aki látomásoktól szenvedett, látta a régmúlt történelmi eseményeit a mai USA szemével, minden elkövetett hibával együtt. (Főleg Shay lázadásának vérbefojtását, mely esemény különösen kiábrándítja Sam bácsit. Rájött, hogy az USA alap eszméi a nemzeti egység megteremtése óta egyszer sem voltak komolyan figyelembe véve.)